# Bartolomé Longás
Bartolomé Longás (Mallén, ¿? - Segovia, ¿1684?) fue un organista, compositor y maestro de capilla español.

## Vida
Es poco lo que se conoce de los orígenes y formación de Bartolomé Longás. Se sabe que era originario de Mallén, en la provincia de Zaragoza y que pertenecía a una familia de músicos. Fue tío del organista Juan Navarro y de Longás:

[...] vmd se hallaba maestro de capilla en Victoria en la ocasión que un sobrino mío, a quien enseñé yo; le dieron el órgano que se llamaba Juan Nabarro muchacho mui trabieso; éste se lo dexé yo a mi tío iéndome yo a Madrid, i se le fue de Tarragona; mi tío es el organista de Tarazona, que se llama mossén Lucas Pujol.
Carta de Longás a Miguel de Irízar (21 de febrero de 1677)

Probablemente también estuvo emparentado con Tomás Longás, médico y catedrático de Anatomía de la Universidad de Valencia, y con su hija, sor Teresa Longás Pascual, organista del convento de Santa Clara de Borja.
Las primeras noticas que se tienen de él son de su magisterio en la Colegiata de Borja. El maestro Luis de Bonafonte había dejado el magisterio de la colegiata borjana a comienzos de 1663 «de unos disgustos que había tenido», tras algunos años de problemas con el cabildo por no cumplir sus obligaciones. El 30 de mayo de ese año se le entregó la plaza a Bartolomé Longás, que no permanecería mucho tiempo. A finales de 1664 el cargo estaba vacante de nuevo, ya que el sucesor de Longás, Pedro Baquedano, dejaba el cargo, de lo que se deduce Longás ya había abandonado Borja anteriormente.
De Borja pasó a ocupar la organistía de la Catedral de Teruel y luego la de la Catedral de Calahorra, donde fue elegido por oposición en 1669, con un salario de 500 ducados. Desde Calahorra, Longás se puso en contacto con el maestro de capilla de la Catedral de Segovia, Miguel de Irízar, tratando de conseguir el cargo de organista allí. Las cartas, del 15 de enero, 21 y 24 de febrero de 1677, se ha conservado:

Señor maestro: ame parecido darle a vmd. noticia como escribo yo a esta santa iglesia, por si en la oposición no ubiere persona benemérita para el órgano, que yo iré siendo admitido i con alguna aiuda de costa para el viaje. [...]
Carta de Bartolomé Longás a Miguel de Irízar (15 de enero de 1677)

Con esa ocasión, Francisco Sanz de Tejada envió una carta de recomendación a Irizar desde Salamanca:

Señor maestro: he sabido que [e]l organista de Calahorra, mi tierra, está en esa ciudad. Pues han topao ustedes lo que han de menester, porque toca también el arpa; y si yo supiera la música que sabe aún tocara yo algo; quiso Dios que topara tan buena ocasión en que vmd. hacía tan buena obra en exercitarse en enseñarme, que lo tengo en las liñas de los ojos lo mucho que vmd. lo deseaba y lo poco que yo me aprovechaba [...] Salamanca, julio a 14 de 1677. Francisco Sanz de Texada.
Carta de Francisco Sanz de Tejada a Miguel de Irízar (14 de julio de 1677)

Permaneció en Calahorra hasta 1677; en julio de ese año aprobó las oposiciones a la organistía de la Catedral de Segovia, desplazándose a la ciudad, donde permanecería hasta su fallecimiento.
Se desconoce la fecha exacta de su muerte. A partir de octubre de 1682 las actas dan noticia de su enfermedad, aunque siguió cumpliendo sus obligaciones, pero con grandes ausencias. En agosto de 1683 solicitó un nuevo permiso y ofreció 100 ducados para contribuir al arreglo del órgano. Unas semanas después el cabildo nombró a un organista sustituto, para que supliese las ausencias. En las Navidades todavía tocó el arpa. Al año siguiente ya tocó el arpa «el que hace oficio de organista», por lo que se puede suponer que Longás ya había fallecido para entonces. El 7 de junio de 1685 ya se había nombrado a Lucas de Cezuaga para el cargo vacante.

## Obra
No se conservan composiciones del maestro Longás.